# أوغستين شاربنتييه
أوغستين شاربنتييه (بالفرنسية: Auguste Charpentier) (و. 1852 – 1916 م) هو طبيب، وطبيب العيون، وفيزيائي، وطبيب نفسي من فرنسا . ولد في فرنسا .
توفي في الجمهورية الفرنسية الثالثة ، عن عمر يناهز 64 عاماً.